# Inwazyjne badanie elektrofizjologiczne
Inwazyjne badanie elektrofizjologiczne – inwazyjne badanie dodatkowe stosowane w kardiologii. Ma na celu diagnostykę zaburzeń rytmu serca (częstoskurcz nadkomorowy, częstoskurcz komorowy), rzadziej zaburzeń przewodnictwa (blok przewodnictwa przedsionkowo-komorowego). Inwazyjne badanie elektrofizjologiczne zawsze wykonuje się przed zabiegiem ablacji przezskórnej.

## Przebieg zabiegu
Badanie wykonuje się w pracowni elektrofizjologii, zwykle w znieczuleniu miejscowym, u pacjenta pozostającego na czczo. Poprzez żyły obwodowe (zwykle żyłę udową, żyłę szyjną wewnętrzną, żyłę podobojczykową), po umieszczeniu w nich prowadnic z tworzywa sztucznego (koszulki naczyniowe), wprowadza się zmienną liczbę wewnątrzsercowych elektrod diagnostycznych (zwykle 3 lub 4), których końcówki pod kontrolą rentgenowskiego toru wizyjnego umieszcza się w różnych strukturach serca. Elektrody pozwalają na odbieranie sygnałów elektrycznych z poszczególnych struktur serca, jak również na ich stymulację. Stymulacja programowana może być wykorzystywana do wyzwalania i przerywania arytmii nawrotnych.
Zazwyczaj końcówki elektrod umieszczane są w prawym przedsionku, prawej komorze i okolicy pęczka Hisa, ale o ich liczbie i położeniu decyduje rodzaj diagnozowanego zaburzenia rytmu. Następnie elektrody łączy się z elektrofizjologicznym systemem monitorującym. System ten ma możliwość wzmacniania, filtrowania oraz zapisu sygnałów elektrycznych zarejestrowanych w poszczególnych strukturach serca. Jest on ponadto podłączony do zewnętrznego stymulatora serca, z pomocą którego można przeprowadzać stymulację diagnostyczną.
U osób posiadających wszczepiony sztuczny rozrusznik serca, automatyczny defibrylator-kardiowerter lub stymulator resynchronizujący badanie elektrofizjologiczne można przeprowadzić za pomocą tych urządzeń, bez dodatkowego wprowadzania elektrod diagnostycznych.

## Analiza wyniku badania
Analiza zapisów wewnątrzsercowych uzyskanych w trakcie rytmu zatokowego pozwala na oszacowanie czasów przewodzenia w obrębie przedsionków, łącza przedsionkowo-komorowego i komór. Analiza zapisów uzyskanych w trakcie częstoskurczu pozwala ocenić sekwencję aktywacji różnych struktur serca w czasie arytmii, co umożliwia diagnostykę typu częstoskurczu i na wybranie miejsca docelowego ablacji przezskórnej. Stymulacja różnych struktur serca ma za zadanie określenie ich parametrów elektrofizjologicznych: refrakcji, prędkości przewodzenia, a także automatyzmu węzła zatokowego i sprawności przewodzenia poprzez węzeł przedsionkowo-komorowy. Stymulacji używa się także w celu sprowokowania częstoskurczu.